# Война 55 дней
Война 55 дней (порт. Guerra dos 55 Dias), Битва за Уамбо 1993 (порт. Batalha de Huambo 1993) — боевые действия в Анголе с января по март 1993 года. Являлась частью ангольской гражданской войны между правительством МПЛА и оппозиционным движением УНИТА. Завершилась победой вооружённых сил УНИТА, занявших город Уамбо. Стала последним крупным успехом УНИТА в гражданской войне.

## Политическая предыстория
К началу 1993 года гражданская война в Анголе продолжалась 17 лет. С середины 1970-х по конец 1980-х она являлась частью глобальной Холодной войны: правительство МПЛА придерживалось марксистско-ленинской идеологии, поддерживалось СССР и Кубой; повстанческое движение УНИТА стояло на антикоммунистических позициях, поддерживалось США.
Окончание Холодной войны, распад СССР, вывод из Анголы кубинских войск изменили положение. В 1991 году были подписаны Бисесские соглашения о политическом урегулировании, легализации УНИТА и проведении многопартийных выборов.
Президентские и парламентские выборы в Анголе состоялись в сентябре 1992 года. Официально было объявлено о победе правящей МПЛА (к тому времени отказавшейся от коммунистической идеологии) и президента Жозе Эдуарду душ Сантуша. Оппозиционные партии УНИТА и ФНЛА, лидер УНИТА и кандидат в президенты Жонаш Савимби заявили о фальсификации выборов и непризнании результатов. Ответом властей стала Резня на Хэллоуин — массовые убийства оппозиционеров. Процесс политического урегулирования оказался сорван.
УНИТА понесла в «Резне Хэллоуин» тяжёлые потери. Погибли тысячи активистов, в том числе члены высшего руководства — заместитель Савимби Жеремиас Шитунда и генеральный секретарь Элиаш Пена. Однако организация сумела быстро отступить с угрожаемых позиций, перегруппироваться и начать контрнаступление.

## Битва за Уамбо
Важное стратегическое значение имел город Уамбо. Центр одноимённой провинции был населён в основном представителями народности овимбунду, которая являлась этнической основой УНИТА. В 1975 году, при начале гражданской войны, Уамбо был объявлен столицей государства УНИТА — Народно-Демократической Республики Ангола и резиденцией Савимби. Вскоре после этого город был взят войсками МПЛА (тогда — ФАПЛА) и с тех пор переходил из рук в руки. В 1992 году он формально контролировался правительством, но реально находился в руках вооружённых сил УНИТА (ФАЛА).
Бои начались 9 января 1993 года, когда в Уамбо вступили подразделения правительственных войск (ФАА) под командованием начальника генштаба Жуана ди Матуша и генерала Франсишку Ижину Карнейру. Но уже на следующий день бойцы ФАЛА под командованием самого Жонаша Савимби и начальника генштаба Демостенеша Шилингутилы нанесли контрудар и прорвались в город.
На протяжении двух месяцев в Уамбо шли ожесточённые уличные бои, масштабные столкновения происходили в окрестностях города и других районах провинции. Правительственные войска были оснащены тяжёлой артиллерией, танками и бомбардировщиками советского и российского производства. Повстанцы УНИТА применяли противотанковые и зенитные орудия американского и южноафриканского производства. Тактика ФАА основывалась на фронтальном наступлении пехоты при танковой и авиационной поддержке. ФАЛА противопоставляли этому изматывающие партизанские нападения, уличные атаки и диверсии. При этом повстанцы могли опереться на поддержку населения.
Общее количество погибших досконально неизвестно, но оценивается в 10-15 тысяч человек с каждой стороны и 5 тысяч человек гражданского населения. Трупы на улицах Уамбо символизировали события для аудитории мировых СМИ
6 марта 1993 года армия УНИТА установили контроль над Уамбо. Правительственные войска отступили в направлении Бенгелы.

Бои шли на улицах, во дворах и на крышах. Пехота УНИТА, вооружённая стрелковым и противотанковым оружием, громила бронетехнику правительства. Дети ходят по развалинам символа власти МПЛА — некогда величественного губернаторского дворца — и играют в войну и в футбол. Пожилые женщины выметают мусор и щебень. Жизнь продолжается.

Стёрты настенные фрески МПЛА — истребляется память об однопартийном государстве ангольского среднего класса, созданном при советской и кубинской поддержке. Критики УНИТА обвиняют её в желании установить однопартийное государство ангольского крестьянства. Лидеры повстанцев опровергают это.

Битва за Уамбо 1993 года стала последней крупной победой УНИТА в ангольской гражданской войне.

## Последствия
Итог «Войны 55 дней» во многом определил дальнейший ход политических событий в Анголе. Правительство душ Сантуша вынуждено было вновь пойти на переговоры с УНИТА. В 1994 году в Замбии был подписан Лусакский протокол, подтвердивший Бисесские договорённости. Вскоре после этого, в 1995, в Уамбо была восстановлена власть правительства МПЛА.
Около трёх-четырёх лет в Анголе продержалось шаткое перемирие. Однако обе стороны готовились к новому силовому столкновению. В 1998 году война возобновилась при однозначном перевесе правительственных сил. В начале 2000-х УНИТА перешла к сугубо партизанской и диверсионной тактике. 22 февраля 2002 года погиб в бою Жонаш Савимби, что означало завершение гражданской войны. УНИТА заключила c правительством очередное мирное соглашение и приняла политический компромисс на условиях МПЛА.
Город Уамбо подвергся значительным разрушениям и надолго утратил прежнюю роль экономического и культурного центра. Восстановление Уамбо оставалось важной задачей ангольской государственной политики ещё в конце 2000-х.
«Война 55 дней» — болезненная тема для современной Анголы. На этой почве в Уамбо из года в год происходили жёсткие конфликты. Столкновение активистов МПЛА с боевиками оппозиционного движения Galo Negro («Чёрный петух» — символ и второе название УНИТА) отмечалось в мае 2013 года. Один из членов УНИТА был убит.